# Véronique Moampea Mbio
Pour les articles homonymes, voir Moampea et Mbio (homonymie).
 (mai 2024).
La mise en forme du texte ne suit pas les recommandations de Wikipédia : il faut le « wikifier ».
Les points d'amélioration suivants sont les cas les plus fréquents. Le détail des points à revoir est peut-être précisé sur la page de discussion.
- Les titres sont pré-formatés par le logiciel. Ils ne sont ni en capitales, ni en gras.
- Le texte ne doit pas être écrit en capitales (les noms de famille non plus), ni en gras, ni en italique, ni en « petit »…
- Le gras n'est utilisé que pour surligner le titre de l'article dans l'introduction, une seule fois.
- L'italique est rarement utilisé : mots en langue étrangère, titres d'œuvres, noms de bateaux, etc.
- Les citations ne sont pas en italique mais en corps de texte normal. Elles sont entourées par des guillemets français : « et ».
- Les listes à puces sont à éviter, des paragraphes rédigés étant largement préférés. Les tableaux sont à réserver à la présentation de données structurées (résultats, etc.).
- Les appels de note de bas de page (petits chiffres en exposant, introduits par l'outil «  Source ») sont à placer entre la fin de phrase et le point final[comme ça].
- Les liens internes (vers d'autres articles de Wikipédia) sont à choisir avec parcimonie. Créez des liens vers des articles approfondissant le sujet. Les termes génériques sans rapport avec le sujet sont à éviter, ainsi que les répétitions de liens vers un même terme.
- Les liens externes sont à placer uniquement dans une section « Liens externes », à la fin de l'article. Ces liens sont à choisir avec parcimonie suivant les règles définies. Si un lien sert de source à l'article, son insertion dans le texte est à faire par les notes de bas de page.
- La présentation des références doit suivre les conventions bibliographiques. Il est recommandé d'utiliser les modèles {{Ouvrage}}, {{Chapitre}}, {{Article}}, {{Lien web}} et/ou {{Bibliographie}}. Le mode d'édition visuel peut mettre en forme automatiquement les références.
- Insérer une infobox (cadre d'informations à droite) n'est pas obligatoire pour parachever la mise en page.

Pour une aide détaillée, merci de consulter Aide:Wikification.
Si vous pensez que ces points ont été résolus, vous pouvez retirer ce bandeau et améliorer la mise en forme d'un autre article.
Véronique Moampea Mbio est une leader camerounaise née le 3 avril 1966 à Kribi. Elle est la directrice générale de la Société camerounaise des dépôts pétroliers (SCDP).

## Biographie

### Études
Née à Kribi le 3 avril 1966, Véronique Moampea Mbio est titulaire d'un baccalauréat D, d'une licence en Sciences économiques option Gestion des entreprises obtenue à l'Université de Yaoundé II et d'un Master en Business Administration (MBA) obtenu à l'École supérieure des sciences économiques et commerciales (ESSEC) de l'Université de Douala,.

### Carrière
Véronique Moampea Mbio cumule à son actif plus de trente années d'expérience à la fonction publique du Cameroun. Elle a occupé les postes de chef de bureau de la comptabilité d'exploitation, chef de bureau des prix, chef de service de l'exploitation pétrolière.
Elle commence sa carrière à l'église adventiste où elle travaille comme responsable financier durant douze années. Puis, elle travaille à la Caisse de Stabilisation de Prix des Hydrocarbures (CSPH) pendant 13 ans avant d'elle nommée directrice générale adjointe de cette structure. 
Véronique Moampea Mbio est nommée directrice générale de la SCDP le 14 décembre 2018 par décret présidentiel. De ce fait, elle devient, la première femme à la tête d'une structure d'hydrocarbure au Cameroun,. Le 29 décembre 2021, elle reçoit une médaille d'officier de l'ordre de la valeur lors de la cérémonie d'inauguration d'un bac de gasoil de 10000 m3 de la SCDP présidée par le Ministre de l'Eau et de l'Énergie.